# Familia Magheru

Scutul cu însemnele familiei Magheru, reproducere după sigiliul generalului Gheorghe Magheru.

Familia Magheru a dat istoriei românești câteva personalități importante legate în special de evenimentele din anul 1848 și cele din preajma Unirii Principatelor de la 24 ianuarie 1859.

## Originea ardeleană
Familia boiernașilor Magheri își are originea în localitatea Vidra, parte a comunei Vârfurile din județul Arad. Și astăzi câteva repere toponimice (crângul Magerești, Dealul Mageresc) dar mai ales o parte a locuitorilor satului, poartă numele de Mager sau Magheriu, precum profesorul Traian Mager (1887-1950) care întreprinde câteva cercetări asupra zonei și a istoricului ramurii ardelene a familiei.
Într-un act datat 14 octombrie 1665 este atestat în cătunul Câlnic al satului Bârzeiul de Ghilort, din actualul județ Gorj, un anume Vlad Măgheriu și nepotul său Petru, ce "i să zice acum Fleșeariu" (care întemeiază familia de moșneni Fleșeariu), străini de moșnenii zonei, ce cumpără toată partea de moștenire a unui Ion Toboșeariu. Acest lucru susține tradiția orală a familiei care spune că un anume Vlad și soția sa, Lupșa, mici nemeși ardeleni, au trecut munții pe la mijlocul secolului al XVII-lea pentru a a scăpa de persecuțiile autorităților Transilvaniei de la cea dată. Unele studii mai recente au arătat că, într'adevăr, strămoșii ardeleni ai celor stabiliți în Oltenia dețineau proprietăți și aveau dreptul la pecete proprie, ceea ce ar duce la ideea că unul din acești strămoși ar fost înnobilat pentru faptele sale de arme. Din nefericire, diploma de înnobilare, precum și alte acte care să detalieze această problemă nu s-au mai păstrat.
Unii istorici presupun că acest moment ar fi legat de domnia și luptele lui Gheorghe Rákóczi al II-lea (1648-1657) care, în încercarea de a se scutura de jugul otoman, strânge în armata sa toți "nobilii sloboziți și secuii". După moartea acestuia, principii care i-au succedat, în special Mihai Apafi I (1660-1690), declanșează o seria de persecuții dure și exproprieri împotriva celor care s-au remarcat în luptele date de Gheorghe Rákóczi al II-lea. În aceste condiții au avut loc emigrări importante de populație românească din Transilvania spre Țara Românească și Moldova. Se presupune că printre fruntașii celor veniți s-ar fi aflat și acel Vlad, nemeșul din Vidra Hălmagiului, cel ce întemeiază familia Magheru.
Istoricul Alexandru Ștefulescu, într-o lucrare din 1904 dedicată istoriei orașului Tg. Jiu, cunoscând originea ardeleană a familiei Magheru, presupune că momentul venirii acestora ar fi anterior evenimentelor relatate mai devreme argumentând că satul Magherești, menționar prima oară cu numele de Măghirești într-un act din 30 ianuarie 1620, ar fi fost întemeiat de un alt strămoș al familiei. Într'adevăr, asemănarea de nume îmbie spre o astfel de ipoteză, totuși nici în acele timpuri, nici mai recent, nici un locuitor cunoscut al acestei localități nu au avut legături cu familia Magheru, sau să fi purtat numele de Magheriu sau Măgheriu. Ba mai mult, numele rezultat din toponimicul Magherești este Magherescu ceea ce duce la concluzia că originea toponimicului trebuie căutată în altă parte.

## Boiernașii olteni
Primii Magheri olteni sunt menționați sporadic în actele vremii făcând grea munca de reconstituire a înaintașilor acestei familii. Astfel, acel Vlad Măgheriu și fiul său Constantin, apar în menționarea târzie a unui act, astăzi dispărut, al lui Constantin Brâncoveanu în care li se confirmă proprietatea asupra bunurilor și pământurilor cumpărate în Câlnic pe Ghilort.
Până la jumătatea secolului al XVIII-lea, numai două acte îi mai pomenesc pe Magheri. Primul datat 1697, iar al doilea, o hotărnicie din 26 iulie 1647 în care se pomenește de hotarul Măghearilor din Bârzeiul.
Primul membru notabil al familiei este protopopul Ion Măgheariu, stră-strănepotul lui Vlad, care agonisește din moșteniri și danii o avere considerabilă ce îl propulsează printre cei mai importanți boiernași ai zonei. Astfel, într-o suită de acte emise între anii 1765-1767, ce stabilesc hotarele pământurilor moșnenilor din Bârzeiu, protopopul Ioan apare ca boier jurător. Într-o scrisoare din 7 aprilie 1769 a lui Partenie, episcopul de Râmnic adresată lui Barbu Zorilescu, protopop de Gorj, aflăm despre Ion Măgheariu că "[...]de vreme ce i s-au întâmplat de i-au ars casa și i s-au risipit iconomia casei, să nu i se mai facă vre-o supărare, măcar de un ban[...]". Cu toate că "i s-au risipit iconomia casei", protopopul Ion găsește resursele să achiziționeze, în perioada imediat următoare, mai multe moșii atât de la rude ale sale mai nevoiașe (urmașii acestora decăzând din calitatea de mici boiernași, dispărând treptat în masa de țărani birnici) cât și de la persoane străine de neamul lor. Un act din 15 august 1770 încheie o astfel de tranzacție în familie prin care Ion cumpără tot pământul vărului său Dumitru, fiul lui Voinea Măgheriu, ca martori fiind, trecuți pe două coloane, toate rubedeniile în viață ale protopopului.
Războiului ruso-turc din anii 1769-1774 transformă Oltenia în câmp de luptă și obligă pe protopopul Ioan să se refugieze în Transilvania. Cu prilejul acestor lupte din 1770, se evidențiază fratele lui Ion, Șerban Măgheriu, ofițer în armata țaristă, ridicat la rangul de porojnic (locotenent) datorită faptelor sale de arme, încredințându-i-se comanda unui corp militar format din voluntari olteni. Chiar în cursul aceluiași an, în bătălia de la Preajba, Șerban Magheriu moare eroic în urma exploziei unei ghiulele de tun. În amintirea faptelor sale de vitejie, nepotul de frate omonim, tatăl generalului Magheru, construiește la 1800 biserica "din deal" a satului Bârzești, monument astăzi dispărut, trecând printre ctitori pe porojnicul Șerban, chipul său din pictura murală păstrându-se într-o imagine din 1894 a unui fotograf neamț din Târgu Jiu.

Biserica veche din Bârzeiul de Ghilort ctitorie a familiei Magheru, azi dispărută (acuarelă de Ana Romulus Magheru)

Protopopul Ioan moare după 5 martie 1779 când apare ultima oară într-un act de cumpărare a unei săliști la marginea moșiilor sale. Din căsătoria cu Stanca rezultă doi copii: armașul Șerban și popa Ion, tatăl generalului. Primul dintre cei doi frați, la fel ca unchiul său, se dedică carierei armelor participând la războiul ruso-austriaco-turc din anii 1787-1791. Faptele de arme în timpul luptelor contra austriecilor din 1788 i-au adus un deosebit prestigiu fiind numit căpitan în oastea de țară întocmită de voievodul Nicolae Mavrogheni și "[...]l-au îmbrăcat cu caftan roșu și i-au dat și un cal domnesc, înșelat, înfrânat[...]" (dintr-o carte domnească a lui Nicolae Mavrogheni din 1788, astăzi dispărută). Șerban Măgheriu primește diverse funcții militare după război (căpitan de predați 1790, ceauș 1791, căpitan al plasei Amaradia 1795) fapt ce i-a adus unele facilități la plata diverselor dări către domnie astfel putând să rotunjească semnificativ averea familiei. De altfel, această stare materială bună, precum și urcarea în ierarhia socială a familiei Magheru, se evidențiază prin ctitorirea bisericii din Bârzeiu la anul 1800. Edificiul de dimensiuni modeste, este ctitorit, așa cum rezultă din fotografiile pisaniei și a tabloului votiv al ctitorilor, de către Șerban Măgheriu împreună cu prima sa soție Sanda, popa Ion, fratele căpitanului și mama lor, protopopița Stanca. Din nefericire, astăzi, biserica nu mai există, surpându-se pe la începutul secolului XX.
La puțin timp după construirea bisericii soția lui Șerban Magheru moare, iar în 1802 acesta se recăsătorește cu Ioana, fiica căpitanului Mihai Zorilescu, văduva lui Radu Popescu din Logreștii-Moșteni (d. 1799). Cu noua soție înalță în anul 1805 o troiță de piatră în Zorilești iar un an mai târziu contribuie semnificativ la ridicarea bisericii de lemn "Sf. Nicolae" din Polovragi.
În august 1806 un corp expediționar turcesc sub comanda lui Bechir aga, nepotul lui Regep-pașa, pradă Oltenia arzând satul Bârzeiul și proprietățile Magherilor, însă sunt prinși și măcelăriți de căpitanul Șerban în apropierea satului Obârșia. Această faptă ia adus dregătoria de al doilea armaș.
Propășirea materială și noua avansare în ierarhia boierească îl determină pe armașul Șerban ca să persevereze în generozitatea față de unele fundații religioase gorjene și în danii bogate bogate pentru ridicarea de biserici. Astfel, în 1809, finanțează alături de Ioana și rudele ei, armașul Grigorie Ciocăzeanu (apropiat al lui Tudor Vladimirescu) și soția lui Maria, ridicarea bisericii "Sf. Ion și Coborârea Sfântului Duh" din Ciocadia. Șerban Magheriu, alături de soția, mai contribuie la ridicarea următoarelor lăcașuri de cult: biserica "Sf. Nicolae" din Tg. Jiu (1810), schitul Lainici (1813), biserica de lemn din Pojaru de Jos (1818).
Imediat după 17 februarie 1816 (data redactării testamentului) Ioana Zorilescu, soția lui Șerban Magheriu, trece la cele veșnice lăsând toată averea ei, în lipsa copiilor, celor din familia ei și bisericii din Bârzeiu. Este înmormântată în pronaosul bisericii din Zorilești sub o frumoasă piatră tombală ce mai poate fi admirată și în zilele noastre.
Până la sfârșitul vieții (16 ianuarie 1820), Șerban Magheru devine vistiernic al doilea, apoi se retrage din viața administrativă ocupându-se de administrarea moșiilor lui Nicolae Golescu, zis "Deli Aga", fratele celebrilor Iordache și Dinică. Mormântul său este alăturat celui al celei de-a doua soții, în nartexul bisericii de la Bârzeiu, ctitorie a familiei.

Fresca bisericii din Bârzeiul pe Ghilort (1824) reprezentând ctitorii (de la stânga la dreapta) Ecaterina, soţia polcovnicului Ioniţă Magheru, generalul Gheorghe Magheru, soţia sa Ancuţa şi copii lor Alexandrina şi Ghiţă

Popa Ion, fratele mai mic al vistiernicului Șerban, moare de tânăr, după aprilie 1808. În urma căsătoriei cu o anume Bălașa, despre care nu se știe mai nimic, au rezultat 8 copii: Ion, Gheorghe (celebrul general), Zamfira (măritată cu boiernașul gorjan Nicolae Gârbea din Vladimiri), Ilinca (măritată cu pitarul Avram Negreanu), Bălașa (măritată cu postelnicul Alexandru Roșianu), Smaranda (măritată cu preotul Radu Aluneanu), Maria (măritată cu Gheorghe Geamănu) și Stana (necăsătorită). Dacă primii doi sunt reprezentanții cei mai de seamă ai familiei, despre cele 6 fete nu se știe aproape nimic, viața lor trecând pe neobservate.
Ion și Gheorghe Magheru îmbrățișează de mici cariera armelor, la îndemnul unchiului lor, de creșterea și educația cărora s-a și ocupat. Ion (Ioniță) Magheru, născut probabil în 1795, ajunge, chiar în preajma revoltei lui Tudor Vladimirescu, la rangul de căpitan al plasei Amaradia, la fel ca strămoșul său Șerban. Prin convingeri politice și legături de rudenie cu însuși inițiatorul revoltei, căpitanul Ion, contribuie la rebeliunea pandurilor, la început cu bani și mai apoi conducând personal un detașament de panduri. Căpitanul Ion antrenează în tragicele evenimente și pe fratele său mai mic, Gheorghe, în vârstă de numai 17 ani, pe care l-a pus sub ordinele unui anume căpitan Iordache Hristofi. Atitudinea căpitanului Ion Magheru lasă de dorit, căci, lăsat în județ împreună cu vărul său Papa Vladimirescu, fratele slugerului Tudor, se țin împreună de silnicii și răzbunări contrar ordinelor date de conducătorul lor.
După înfrângerea revoluției, Ion, împreună cu toată familia sa, fuge la Sibiu de teama represaliilor ocupanților turci. Aici, se îmbolnăvește grav, fiind obligat să se mute în satul Galeș, la câțiva kilometri de oraș. În ciuda faptului că este chemat în țară insistent acesta refuză să se intoarcă, apoi, amenințat că va fi luat cu pandurii, își lasă familia în Transilvania și se întoarce fiind numit iarăși căpitan la plasei Amaradia. Evident că după întoarcerea sa încep procesele cu cei pe care îi jefuise în timpul răsmeliței și numai intervenția proteguitorului său, serdarul Constantin Bălteanu, l-a scăpat de justiția domnitorului.
Punându-se cu sârg pe respectarea îndatoririlor, Ioniță Magheru primește în 1823 un certificat de slujbă bună și scutire de anumite dări, iar, în 1824, este numit "mai marele poterelor Gorjului". În această calitate se ocupă de înlăturarea bandelor de tâlhari ce bântuiau județul, iar rezultatele pe care le obține sunt remarcate chiar de marele spătar Grigore Filipescu care îi trimite pe 29 septembrie o scrisoare de felicitare.
La începutul 1825, alături de soția sa, ridică o biserică lângă satul Cojani pe proprietatea sa. În ziua de azi biserica este dezafectată însă este relativ bine conservată.
Pe 30 aprilie 1826, în urma unei boli, Ioniță Magheru moare lăsând 5 copii în grija soției sale Ecaterina: Nicolae, Ioana, Ecaterina (morți de copii), Ioniță (Nițu) (d. 14 noiembrie 1864) - militar, căsătorit cu Paulina Tell, fără urmași și Maria (Uța) (d. 1848) - măritată cu Petrache Protopopescu.
Cu siguranță că cel mai important reprezentant al familiei Magheru este fratele mai mic al polcovnicului Ioniță, generalul Gheorghe Magheru. Aportul covârșitor al acestuia la mișcarea inițiată de Tudor Vladimirescu, Revoluția din 1848 ca și la făurirea Unirii din 1859 îi dă un loc de frunte printre cei care au contribuit la formarea statului român modern.

## Urmașii generalului

Colonelul Alexandru G. Magheru, fotografie din 1913

Generalul Magheru, în urma celor două căsătorii cu Ancuța Pleșoianu și Maria Caramalău, are 5 copii în care numai 3 ajung la maturitate.
Alexandrina(1825-1877) se mărită cu logofătul Dimitrie Haralamb, un apropiat al familiei Magheru.
Gheorghe (Ghiță) Magheru (1828-1875), fiul mai mare, se dedică științelor juridice. Mai întâi profesează ca avocat în Caracal, apoi magistrat, ajungând consilier la Curtea de Apel din Craiova. Este numit prefect de Gorj apoi este ales deputat din partea Partidului Liberal. În urma căsătoriei cu Elena Prisăceanu are 5 băieți: Alexandru (1864-1947) colonel în Statul Major, Adrian (1867-1943) - avocat, Anton (1870-1916) - căpitan în Regimentul 10 cavalerie decedat în Primul Război Mondial, Gheorghe (1872-1938) - avocat și Titu (1874-1938) - magistrat ai căror urmași duc mai departe și acum numele familiei.
Romulus (1847-1897) colonel, căsătorit cu Ana, fiica marelui publicist și om politic Ion Ghica se stinge prematur din viață abia la începutul unei cariere ce se anunța de excepție. În urma lui rămân 5 copii: Ion (1888-1938) - absolvent al facultății de fizică și chimie, profesor universitar de fizică; Alexandrina (1889-1965) - măritată cu Ion Argeșeanu; Șerban (1890-1912) - mort de tânăr ca urmare a unui accident în Munții Bucegi; Elena (1891-1976) - publică o serie de articole de orientare socialistă în mai multe ziare locale în perioada 1914-1916, măritată cu avocatul Virgiliu Slăvescu; George (1892-1952) - medic, poet și dramaturg, căsătorit cu Alice Focșeneanu.